# C.A. Reitzel
Carl Andreas Reitzel (4. oktober 1789 i København – 7. juni 1853 smst) var en dansk forlagsboghandler. Hans tyskfødte fader, Benjamin Reitzel, var handskemager i København; moderen var Dorothea født Weiss.

## Tidlig karriere og boghandelen
1803 kom han i lære hos boghandler Gerhard Bonnier, faderen til de senere så bekendte svenske boghandlere af dette navn, og hos ham blev han, til han 1819 etablerede sig. Dette skete i små forhold, men lidt efter gjorde hans store dygtighed, at C.A. Reitzels boghandel blev en faktor i den danske litteratur. Han blev tidens største forlægger her i landet. Han begyndte med små praktiske sager, men efterhånden blev det den varmblodige mands ærgerrighed at samle alle betydende danske forfattere på sit forlag, og den katalog, hans sønner hundredårsdagen efter hans fødsel udsendte over det reitzelske forlag, viser, at det lykkedes ham.

## Forlagsvirksomhed for Guldalderens forfattere
Han blev forlægger for Johan Ludvig Heiberg, fru Gyllembourg, Henrik Hertz og Carsten Hauch, for B.S. Ingemann, St.St. Blicher, H.C. Andersen, Hans Peter Holst, Emil Aarestrup, Chr. Winther og Frederik Paludan-Müller, for Christian Molbech, F.C. Sibbern og Just Mathias Thiele, for Carl Ferdinand Allen, Caspar Paludan-Müller, Frederik Schiern og Jens Jacob Asmussen Worsaae, for Jacob Peter Mynster , Hans Lassen Martensen, Søren Kierkegaard og mange flere. Og han stod i mere end et tørt forretningsforhold til de forfattere, han knyttede til sig. En kreds af dem samledes en tid næsten daglig i hans boglade, der derved fik forøget litterær betydning, og dem alle vandt han ved en elskværdig liberalitet, som han også fik lejlighed til at vise over for Studenterforeningen.
Det er naturligt, at han 1837 var en af boghandlerforeningens stiftere, han var endog 4 gange formand for den i tiden 1837-44, men det er karakteristisk, at han uden hensyn til det økonomiske tab, han derved led, 1848 meldte sig ud af den. 1829 udnævntes han til universitetsboghandler, 1851 blev han kancelliråd, og 7. juni 1853 afgik han ved døden. Han var 2 gange gift: 1. med Cathrine Elisabeth født Lundberg (26. november 1791 – 1. maj 1825), datter af Feldbereder Abraham Lundberg og Mariane født Jensen, og 2. (8. december 1827) med Sophie født Thostrup (1. januar 1797 – 6. juli 1869), datter af skrædder Jens Jensen T. og Anna Dorothea Marthe født Schnell.

## C.A. Reitzels sønner
Ved sin død havde han 2 i boghandel oplærte sønner, og efter hans bestemmelse fortsattes virksomheden af den ældste af dem, Theodor Reitzel (født 18. september 1828), i forening med forretningens mangeårige bogholder. Firmaet var "C. A. R.s Bo og Arvinger", men det forandredes til "C. A. Reitzel", da Theodor Reitzel med broderen Carl Reitzel (født 2. juli 1833) 1858 for egen regning overtog boghandelen, som de fortsatte i faderens ånd. Til de tidligere nævnte forfattere føjede de en række yngre. Deres betydning viste sig også på forskellig måde i boghandlerforeningen, hvor Theodor Reitzel var formand i over 10 år (1868, 1869, 1888-1896) og Carl Reitzel leder af de selskabelige sammenkomster, ligesom han fra 1890 har været formand for den samme år stiftede boghandlerklub. Carl Reitzel er tillige optrådt som udgiver, 1883 af en fortegnelse over de på Charlottenborg udstillede kunstværker og 1897 af en fortegnelse over skiverne på den kongelige skydebane. En væsentlig forandring i deres virksomhed indtrådte, da det reitzelske forlag 1. januar 1893 gik over til George C. Grøn, der for øvrigt 1896 afstod det til den Gyldendalske boghandel.